# Frank Hall Crane
Frank Hall Crane (San Francisco, 1º gennaio 1873 – Woodland Hills, 1º settembre 1948) è stato un attore, regista e sceneggiatore statunitense attivo soprattutto all'epoca del cinema muto.

## Biografia
Nato in California, a San Francisco, esordì nel cinema nel 1909 in un film western di Broncho Billy, prodotto dall'Essanay Film Manufacturing Company. Passò, poi, a lavorare per una nuova casa di produzione, la Thanhouser Company, dove interpretò una serie di ruoli da protagonista. La compagnia era specializzata in versioni cinematografiche di testi teatrali o letterari. Di conseguenza, molti dei ruoli di Crane furono quelli di eroi romantici come il Rochester di Jane Eyre. L'attore, passato alla regia, firmò nel 1914 una nuova versione del romanzo di Charlotte Brontë. 
Nella sua carriera, Frank Hall Crane ha girato, in trent'anni (dal 1909 al 1939), 76 film come attore. Dal 1914 al 1927, ne ha diretti 48. Saltuariamente sceneggiatore, ne ha firmati 3, oltre ad apparire nel 1926 come direttore della produzione in The Bat di Roland West.

## Filmografia
La filmografia è completa. Quando manca il nome del regista, questo non viene riportato nei titoli

### Attore
- Ten Nights in a Barroom, regia di Gilbert M. 'Broncho Billy' Anderson (1909)
- The Actor's Children, regia di Barry O'Neil (1910)
- St. Elmo, regia di Lloyd B. Carleton e Barry O'Neil (1910)
- She's Done It Again, regia di Lloyd B. Carleton (1910)
- Daddy's Double, regia di Lloyd Lonergan (1910)
- Jane Eyre – cortometraggio (1910)
- The Best Man Wins – cortometraggio (1910)
- Cupid at the Circus (1910)
- The Winter's Tale, regia di Theodore Marston e Barry O'Neil (1910)
- The Girl of the Northern Woods, regia di Barry O'Neil (1910)
- The Two Roses – cortometraggio (1910)
- Thelma (1910)
- Uncle Tom's Cabin, regia di Barry O'Neil – cortometraggio (1910)
- The Mermaid – cortometraggio (1910)
- Lena Rivers (1910)
- She Stoops to Conquer (1910)
- Mother (1910)
- Not Guilty – cortometraggio (1910)
- Pocahontas (1910)
- Ten Nights in a Bar Room – cortometraggio (1910)
- Paul and Virginia (1910)
- John Halifax, Gentleman, regia di Theodore Marston (1910)
- Rip van Winkle – cortometraggio (1910)
- Looking Forward – cortometraggio (1910)
- The Vicar of Wakefield[3] – cortometraggio (1910)
- The Old Curiosity Shop, regia di Barry O'Neil (1911)
- Divorce (1911)
- Silas Marner – cortometraggio (1911)
- Old Home Week (1911)
- Weighed in the Balance (1911)
- The Poet of the People (1911)
- Lorna Doone – cortometraggio (1911)[4]
- The Declaration of Independence (1911)
- The Pied Piper of Hamelin, regia di Theodore Marston (1911)
- Bess of the Forest (1911)
- Al Martin's Game (1911)
- David Copperfield, regia di George O. Nichols[5] – cortometraggio (1911)
- The Last of the Mohicans, regia di Theodore Marston (1911)
- Cinderella, regia di George Nichols (1911)
- The Clown's Triumph, regia di Herbert Brenon (1912)
- Fanchon the Cricket, regia di Herbert Brenon (1912)
- The Heart of a Gypsy, regia di Herbert Brenon – cortometraggio (1912)
- Reunited by the Sea, regia di Herbert Brenon (1912)
- The Hindoo's Prize (1912)
- The Padrone's Daughter di Herbert Brenon (1912)
- The Love Test, regia di Herbert Brenon e E. Mason Hopper (1912)
- Leah Kleschna, regia di J. Searle Dawley (1913)
- The Sneak Thief (1913)
- Love's Victory, regia di Frank Hall Crane (1914)
- The Skull, regia di Frank Hall Crane (1914)
- The Lady of the Island, regia di Frank Hall Crane (1914)
- Men and Women, regia di James Kirkwood (1914)
- Three Men Who Knew, regia di Frank Hall Crane (1914)
- In the Dead o' Night, regia di Douglas Gerrard (1916)
- The Marionettes, regia di Thomas R. Mills (1917)
- An Alabaster Box, regia di Chester Withey (1917)
- A Girl's Desire, regia di David Smith (1922)
- Little Wildcat, regia di David Smith (1922)
- My Old Dutch, regia di Laurence Trimble (1926)
- Bitter Sweets, regia di Charles Hutchison (1928)
- Children of the Ritz, regia di John Francis Dillon (1929)
- The Man from Nevada, regia di J.P. McGowan (1929)
- Mason of the Mounted, regia di Harry L. Fraser (1932)
- Out of Singapore, regia di Charles Hutchison (1932)
- Mystery Ranch , regia di Bernard B. Ray (1934)
- Sotto i cieli dell'Arizona (Neath the Arizona Skies), regia di Harry L. Fraser (1934)
- Facce false (Let 'em Have It), regia di Sam Wood (1935)
- The Daring Young Man, regia di William A. Seiter (1935)
- Sarò tua (If You Could Only Cook), regia di William A. Seiter (1935)
- Step on It, regia di Harry S. Webb (1936)
- Give Us This Night, regia di Alexander Hall (1936)
- Il cronista lampo (The Speed Reporter), regia di Bernard B. Ray (1936)
- Alla conquista dei dollari (The Toast of New York), regia di Rowland V. Lee (1937)
- La resa dei conti (Dick Tracy Returns), regia di John English e William Witney (1938)
- Gang Bullets, regia di Lambert Hillyer (1938)
- Pericolo biondo (There's That Woman Again), regia di Alexander Hall (1939)

### Regista
- Out of the Far East – cortometraggio (1914)
- Jane Eyre – cortometraggio (1914)
- Love's Victory – cortometraggio (1914)
- The Opal Ring – cortometraggio (1914)
- The Silver Loving Cup' – cortometraggio (1914)'
- Through the Eyes of the Blind – cortometraggio (1914)
- His Last Chance – cortometraggio (1914)
- The Skull – cortometraggio (1914)
- The Lady of the Island – cortometraggio (1914)
- The Universal Boy – cortometraggio (1914)
- In All Things Moderation – cortometraggio (1914)
- On the High Seas – cortometraggio
- Tempest and Sunshine – cortometraggio (1914)
- Three Men Who Knew – cortometraggio (1914)
- As Ye Sow (1914)
- Old Dutch (1915)
- The Man Who Found Himself (1915)
- An Indian Diamond – cortometraggio (1915)
- The Moonstone (1915)
- The Stolen Voice (1915)
- The Family Cupboard (1915)
- The Gray Mask (1915)
- As in a Looking Glass (1916)
- Fate's Boomerang (1916)
- Paying the Price (1916)
- The Man Who Stood Still (1916)
- The World Against Him (1916)
- Whoso Findeth a Wife (1916)
- Stranded in Arcady (1917)
- La vendetta mi appartiene (Vengeance Is Mine) (1917)
- Thais co-regia Hugo Ballin (1917)
- La maschera della vita (The Life Mask) (1918)
- Neighbors (1918)
- Wanted for Murder (1918)
- The Unveiling Hand (1919)
- The Scar (1919)
- The Praise Agent (1919)
- His Father's Wife (1919)
- Miss Crusoe (1919)
- Her Game (1919)
- The Door That Has No Key (1921)
- The Puppet Man (1921)
- The Pauper Millionaire (1922)
- The Grass Orphan (1922)
- Fante di picche (Hutch Stirs 'em Up) (1923)
- Fair Play (1925)
- Tons of Money (1926)
- The Jade Cup (1926)
- The Trunk Mystery (1926)

### Sceneggiatore
- Old Dutch, regia di Frank Hall Crane (1915)
- The Stolen Voice, regia di Frank Hall Crane (1915)
- The Family Cupboard, regia di Frank Hall Crane (1915)

### Equipe Varie
- The Bat, regia di Roland West - assistente alla produzione (1927)

### Film o documentari dove appare
- The Universal Boy, regia di Frank Hall Crane - sé stesso (1914)
- The Great Universal Mystery, regia di Allan Dwan - sé stesso (1914)